# ビッグスペシャル
『ビッグスペシャル』は、1973年10月1日から1974年9月23日までNET（現：テレビ朝日）系列の月曜20時00分 - 20時55分（JST）に放送された単発特別番組枠の名称である。
企画・制作は渡辺プロダクション。

## 概要
NETと渡辺プロは、『ファミリースペシャル』（1972年4月〜9月放送。木曜20:00 - 20:56）に次ぐNET2番目のプライムタイムでの単発特別番組枠を設置し、ザ・ドリフターズを始めとする渡辺プロの芸能人を多数出演する事にした。
「水泳大会」では『火曜ワイドスペシャル』（フジテレビ）でもやった事の無い海外ロケ（グアム島やハワイ）を行った。また「雪上大会」などといった企画が有った。更に前期では、前番組『スター・オン・ステージ あなたならOK』をワンコーナーとして不定期に行い、決勝大会も行った。
中でも、1974年3月18日に放送された『ちびっこものまね紅白歌合戦』は、本枠終了後も独立し、1984年まで継続する人気番組となった。

## 出演者
- ザ・ドリフターズ
- 高橋圭三（『あなたならOK』決勝大会の司会）
- アグネス・チャン
- 天地真理
- 内山田洋とクール・ファイブ
- フィンガー5
- 沢田研二
- 豊岡豊（本職は「豊岡豊とスゥイングフェイス」のバンドマスター。番組にも出演し、「赤トンガラシ」のニックネームで親しまれた）
- 小松政夫
- あべ静江
- 引田天功 (初代)
- スクールメイツ

他

（振付担当）：西条満

### 演奏
- 豊岡豊とスゥイングフェイス

## 放送された企画
- 激突!ドリフ対抗大運動会（第1回）
- 熱戦!ドリフ対抗外人歌手大会
- 強敵出現!まけるなドリフターズ
- 熱烈!ドリフの花嫁花婿合戦
- 白熱!ドリフをジュリー組が撃破?
- 初すべり!スター雪上芸能大会
- 豪快!ドリフのチビッコ大集合
- 「OK」決勝大会
- 年忘れ!年忘れドリフ対抗美女妻大会
- ドリフのグアム島大運動会
- 年忘れジュリーが歌う'73年ベストヒット
- ドリフの爆笑'73年大行進（12月31日放送。19:00 - 21:55）
- 新春ドリフそろっておめでとう
- ドリフも出るよ!ビキニがいっぱいグアム島珍道中
- モーレツ!ドリフ対抗自転車レース大会
- ドリフの全日本お祭り芸能大会
- 変人・人気者大集合!がんばれドリフターズ
- あべ静江VSフィンガー5 歌謡芸能大会
- がんばれ!人気スター大テスト大会
- 紅白対抗人気スター芸能大会
- ちびっこものまね紅白歌合戦（1974年3月18日）
- 大スターが歌う!チビッコ選出ベストテン
- ドリフ大活躍スポーツ大会
- スターなんでもリクエスト
- ドリフ対抗大阪ビッグゲーム大会!!(第34回1974年5月27日、ドリフターズ、桂三枝、審判長は塚田茂で豊中市民会館)
- 東西対抗!大バラエティー大会!!(第35回、1974年6月3日、司会は笑福亭仁鶴&児島美ゆき、ドリフターズ(いかりやは東軍キャプテン)布施明藤圭子天地真理、桂三枝横山やすし西川きよし小柳ルミ子など審判長は塚田茂で豊中市民会館）
- 仁鶴もびっくり!ドリフ関西へ殴り込み
- ドリフ対抗ワイキキ大会（ハワイ編第1弾）
- 真理とジュリーのハワイの恋人大公開!（ハワイ編第2弾）
- ドリフ・天功世紀の大魔術
- オールスター真夏の祭典（19:30 - 20:55）
- ドリフ恐怖のスタントカーに挑戦
- 天功・驚異の集団催眠
- 人気スターデビュー秘話?

ほか

## 参考資料
毎日新聞・縮刷版